# Volta al Marroc
La Volta al Marroc (en francès: Tour du Maroc) és una competició ciclista per etapes que es disputa anualment al Marroc. La primera edició es disputà el 1937, sent guanyada pel català Marià Cañardo, i des d'aquell moment s'ha anat disputant amb algunes interrupcions.
Entre 1957 i 1993 la cursa fou reservada als ciclistes amateurs. Des del 2006 la cursa forma part de l'UCI Africa Tour.
Mohamed El Gourch, amb tres victòries, és el ciclista més vegades ha guanyat la cursa.

## Palmarès
| Any       | Vencedor                    | Segon              | Tercer                 |
| --------- | --------------------------- | ------------------ | ---------------------- |
| 1937      | Marià Cañardo               | Antonio Prior      | Nello Troggi           |
| 1938      | Marià Cañardo               | Louis Aimar        | Ahmed Djelalhli        |
| 1939      | Oreste Bernardoni           | François Adam      | Julián Berrendero      |
| 1940-1948 | No disputada                | No disputada       | No disputada           |
| 1949      | André Brulé                 | Pierre Brambilla   | Albert Dolhats         |
| 1950      | Olimpio Bizzi               | Adolphe Deledda    | Roger Pontet           |
| 1951      | Attilio Redolfi             | Gino Sciardis      | Kléber Piot            |
| 1952      | Franco Giacchero            | Marcel Huber       | Maurice Blomme         |
| 1953      | Hilaire Couvreur            | Ugo Anzile         | Lucien Teisseire       |
| 1954      | Marcel Huber                | Siro Bianchi       | Louis Caput            |
| 1955      | Jean Adriaensens            | François Mahé      | Georges Meunier        |
| 1956      | No disputada                | No disputada       | No disputada           |
| 1957      | Francis Anastasi            | Carmelo Morales    | Armand di Caro         |
| 1958      | No disputada                | No disputada       | No disputada           |
| 1959      | André Bar                   | Stéphane Lach      | Mohamed El Gourch      |
| 1960      | Mohamed El Gourch           | Robert Aubry       | Pierre Tymen           |
| 1961-1963 | No disputada                | No disputada       | No disputada           |
| 1964      | Mohamed El Gourch           | Joseph Timmermann  | Antonio Tous           |
| 1965      | Mohamed El Gourch           | Abderahmane Farak  | Pierre Campagnaro      |
| 1966      | No disputada                | No disputada       | No disputada           |
| 1967      | Gösta Pettersson            | Mohamed El Gourch  | Erik Pettersson        |
| 1968      | Curd Söderlund              | Gabriel Moiceanu   | Mohamed El Gourch      |
| 1969      | Abderahmane Farak           | Walter Bürki       | Mohamed El Gourch      |
| 1970      | No disputada                | No disputada       | No disputada           |
| 1971      | Claude Magni                | Zbigniew Gorski    | Zdristan Budek         |
| 1972      | Valeri Likhatxov            | Fedor Den Hertog   | Anatoli Starkov        |
| 1973      | No disputada                | No disputada       | No disputada           |
| 1974      | Andris Jacobson             | Alexandre Yudin    | Alexandre Gussiatnikov |
| 1975      | No disputada                | No disputada       | No disputada           |
| 1976      | Viktor Panchenkov           | Aavo Pikkuus       | Vikenti Basko          |
| 1977-1980 | No disputada                | No disputada       | No disputada           |
| 1981      | Ladislav Ferebauer          | Mustafa Nejari     | Jiri Skoda             |
| 1982      | No disputada                | No disputada       | No disputada           |
| 1983      | Andreas Petermann           | Falk Boden         | Mustafa Nejari         |
| 1984      | No disputada                | No disputada       | No disputada           |
| 1985      | Marat Ganéiev               | Serge Polloni      | Zdzislaw Komisaruk     |
| 1986      | No disputada                | No disputada       | No disputada           |
| 1987      | Artūras Kasputis            | Vassili Schpundov  | Ivan Romanov           |
| 1988-1992 | No disputada                | No disputada       | No disputada           |
| 1993      | Régis Simon                 | Yuri Sourkov       | Oleg Pankov            |
| 1994-2000 | No disputada                | No disputada       | No disputada           |
| 2001      | Nathan Dahlberg             | Fortunato Baliani  | Marcin Lewandowski     |
| 2002-2003 | No disputada                | No disputada       | No disputada           |
| 2004      | Jeremy Maartens             | Marcin Sapa        | Ilya Krestyaninov      |
| 2005      | No disputada                | No disputada       | No disputada           |
| 2006      | Jan Sipeky                  | Alexeï Bauer       | Vassili Katuntsev      |
| 2007      | Nicholas White              | Neil McDonald      | Waylon Woolcoock       |
| 2008      | Alexei Schtschebelin        | Slawomir Kohut     | Ian McLeod             |
| 2009      | Alexandr Dymovskikh         | Bartlomej Matisiak | Ioannis Tamouridis     |
| 2010      | Dean Podgornik              | Valeri Kobzarenko  | Radoslav Rogina        |
| 2011      | Mouhssine Lahsaini          | Daryl Impey        | Johann Rabie           |
| 2012      | Reinardt Janse van Rensburg | Adil Jelloul       | Ivailo Gabrovski       |
| 2013      | Mathieu Perget              | Maroš Kováč        | Andrei Mizúrov         |
| 2014      | Julien Loubet               | Mouhssine Lahsaini | Alessandro Mazzi       |
| 2015      | Tomasz Marczyński           | Vladímir Gússev    | Anass Ait El Abdia     |
| 2016      | Stefan Schumacher           | Patrik Tybor       | Alessandro Malaguti    |
| 2017      | Anass Aït El Abdia          | Chris Jones        | Kiril Pozdniakov       |
| 2018      | David Rivière               | Alexey Vermeulen   | Nikodemus Holler       |
| 2019      | Laurent Evrard              | Edmund Bradbury    | Louis Pijourlet        |
| 2020-2023 | No disputada                | No disputada       | No disputada           |
| 2024      | Axel Narbonne Zuccarelli    | Jonathan Couanon   | Natnael Berhane        |